# Jõuga
Jõuga est un village de 53 habitants de la Commune de Iisaku du Comté de Viru-Est en Estonie. 